# Ateralphus
Ateralphus é um gênero de besouro da família Cerambycidae, que contém as seguintes espécies:
- Ateralphus dejeani (Lane, 1973)
- Ateralphus javariensis (Lane, 1965)
- Ateralphus lacteus (Galileo e Martins, 2006)
- Ateralphus senilis (Bates, 1862)
- Ateralphus subsellatus (Branco, 1855)
- Ateralphus variegatus (Mendes, 1938)